# Menhir du Bronso
Le menhir du Bronso est un menhir brisé de Locmariaquer, en France.

## Description
Le menhir est situé à proximité du centre de Locmariaquer, sur un bord de la ruelle du Bronso, à 200 m au sud-ouest du site d'Er Grah et une centaine au nord-ouest du dolmen du Mané-Rutual. Il est connu sous plusieurs appellations et orthographes : menhir de Bronzo, Men et Bronzo, Men-Bronso ou même Motte de beurre.
Le monument est brisé en deux morceaux de taille à peu près similaire (grossièrement 2 m de long chacune), reposant l'une à côté de l'autre. Le premier morceau, qui semble correspondre à la base du monument, est dressé à l'instar d'un menhir classique. Le deuxième morceau, le sommet, est couché sur le sol.
Le mégalithe comporte des gravures qui ressembleraient à un oiseau,.

## Historique
Le monument date du Néolithique. Il est possible que la pierre utilisée provienne de l'alignement comportant le Grand menhir brisé d'Er Grah, tout proche,. L'une des deux parties a été redressée par la municipalité de Locmariaquer, mais cette opération de restauration n'a pas été poursuivie,.
Le menhir est classé au titre des monuments historiques le 9 mai 1938.